# Wulf Sachs
Pour les articles homonymes, voir Sachs.
Wulf Sachs est un médecin et psychanalyste d'origine russe qui a exercé en Afrique du Sud.

## Biographie
Wolf Sachs naît en Russie et fait ses études à Léningrad et à Londres.
Il est analysé par Theodor Reik à Berlin. Il s'installe en 1922 en Afrique du Sud. Il est président de l'Association sud-africaine de psychanalyse dont Freud a annoncé la fondation en 1935. Au moment de sa mort, il supervisait la formation de cinq candidats sud-africains. Il est l'auteur en 1937 d'un essai consacré à la première psychanalyse d'un Africain noir, intitulé Black Hamlet, traduit en français sous le titre Hamlet africain. Le livre est réédité en 1972 en anglais sous le titre Black Anger,.
Il meurt en 1949.

## Publications
Un Hamlet noir, trad. Hélène Claireau & préface de Marie Bonaparte, Calmann Lévy, 1940, 223 p.